# أونا ميركل
أونا ميركل (بالإنجليزية: Una Merkel) (من 10 ديسمبر 1903 إلى 2 يناير 1986) ممثلة مسرحية وفيلم وراديو وتليفزيون أميركي.
ولدت ميركل في كنتاكي وتصرفت على المسرح في نيويورك في العشرينات من القرن الماضي. ذهبت إلى هوليوود في عام 1930 وأصبحت ممثلة أفلام شعبية. اثنان من عروضها الأكثر شهرة هي في أفلام 42nd Street و Destry Rides Again. فازت بجائزة توني في عام 1956 ورشحت لجائزة الأوسكار في عام 1961.

## الحياة والوظيفة
ولدت أونا ميركل في كوفينجتون، كنتاكي، لأرنو ميركل وبيسي فارس، ولكنها عاشت في طفولتها المبكرة في العديد من الولايات المتحدة الجنوبية بسبب عمل والدها كبائع متجول. وانتقلت هي ووالداها إلى فيلادلفيا في سن الخامسة عشر. أقاموا هناك قبل عام أو نحو ذلك قبل أن يستقروا في مدينة نيويورك، حيث التحقت بمدرسة ألفيني للفنون المسرحية.

## روابط خارجية
- أونا ميركل على موقع IMDb (الإنجليزية)
- أونا ميركل على موقع ألو سيني (الفرنسية)
- أونا ميركل على موقع تيرنر كلاسيك موفيز (الإنجليزية)
- أونا ميركل على موقع أول موفي (الإنجليزية)
- أونا ميركل على موقع قاعدة بيانات برودواي على الإنترنت (الإنجليزية)
- أونا ميركل على موقع قاعدة بيانات الأفلام السويدية (السويدية)
- أونا ميركل على موقع إن إن دي بي (الإنجليزية)
- أونا ميركل على موقع قاعدة بيانات الفيلم (الإنجليزية)
- أونا ميركل على موقع كينوبويسك (الروسية)
- Photographs of Covington, Kentucky's Una Merkel
- Photographs of Una Merkel
- أونا ميركل على موقع فايند أغريف